# Турски страх
Турски страх  (на италиански: Mamma li Turchi) или Турска заплаха (на немски: Türkengefahr) е съвременен и популярен израз повсеместно навлязъл в историографията за означение на фаталистичните и апокалиптични обществени настроения в Западна Европа, и по специално в Италия и Германия, след превземането на Констинтинопол и особено в периода 16 – 17 век по време на Османска Унгария и двете битки при Мохач – през 1526 и 1687 с двете обсади на Виена – до самия край на т.нар. голяма турска война.
През 16 век излизат около 2500 печатни произведения за турците в Европа (над 1000 от които на немски език). В тези публикации образа на „кръвожадния турчин“ е на първи план за читателя. Освен това, в периода от 1480 до 1610 г. са отпечатани два пъти повече книги за турската заплаха за Европа, отколкото такива за откриването на Новия свят. 

## Предистория
Превземането на Константинопол от османците на 29 май 1453 г. прави потресаващо впечатление на целия християнски и в частност католически свят. Събитието незабавно е впрегнато пропагандно за целите на последвалата Върховна свещена конгрегация на Римската и Вселенска инквизиция от 21 юли 1542 г. Папската курия използва събитията на Изток за укрепване и на позалинелия си престиж на фона на реформацията с обвиненията в т.нар. 95 тезиса за повсеместно ширещата се корупция в католическата църква, легитимирана с практиката на индулгенциите. Междувременно папа Сикст IV е вече учредил Испанската инквизиция за борба с ересите, логистирал женитбата на София Палеологина с овдовелия през 1467 г. руски монарх Иван III, и създал испанска корона на Запад.

## Пресата на Гутенберг
За индоктринацията на т.нар. „турски страх“ (заради „нашите грехове“) особена роля има техническото нововъведение на печатната преса. Първите инкунабули и палеотипи масово пропагандират и насаждат „грешната теза“ от Католическата църква сред паството. Същевременно и в Османската империя, православните църкви лансират сходна теза, отражение на която има масово в агиографията (Владислав Граматик, Матей Граматик), макар последните да са под закрилата на султана. Йохан Фабри, католически епископ на Виена (1536 – 1541) е с особена заслуга в насока демонизация образа на врага, след като излиза с тезата, че турците изкормвали плода на майките от утробата им  (затова паството следвало да слуша и изпълнява коленопреклонно наставленията на пастира си, поради това че имало много дезертьори в турския стан по време на обсадата на Виена). Мартин Лутер е също със специална заслуга за въвеждането на „турския страх“, след като виждал в турците Божия пръст с провидение – като наказание за „Блудницата Вавилонска“ – Папският Рим.  Последвалата реакция се изразила в Контрареформацията.

## Други събития
През 16 век западноевропейската пропагандна тенденция се мъчи да обяснява османските военни успехи в Европа с ужасите и жестокостите, извършвани от османците. Венецианският пълководец Маркантонио Брагадин бил публично екзекутиран на 17 август 1571 г. пред стените на капитулиралата Фамагуста, след като преди това му било отрязано ухото от османския главнокомандващ обсадата Лала Мустафа паша (роднина на Соколлу Мехмед паша), затова, че не не предал крепостта. Били извършени големи жестокости с общо 60 хил. жертви и от двете страни. Османския плен след последвалата битка при Лепанто не формирал „турски страх“ в ума и душата на автора на „Дон Кихот“.

## Други измерения
Турският страх има също така военно и културно измерение. Сключен е френско-османски алианс, а портретите на османските предводители са изложени в най-престижните съвременни галерии на класическото изобразително изкуство. По това време в Кафеза пребивавали като бъдещи Валиде султанки (не като наложници) дъщерите на повечето управляващи Европа благороднически родове и семейства, обаче това не пречело на конгрегацията да насажда сред оредяващото си паство станалия пословичен през 16 – 17 век – турски страх. Дори епохата на Просвещението била засегната от феномена – Волтер намерил „Великия турчин“ за ужасен тиранин и унищожител на античното гръко-римското културното европейско наследство. След Освобождението в българската възрожденска историография се формира съждението за „пет века турско робство“.